# Lucius Arruntius (consul en -22)
Lucius Arruntius est un sénateur et un homme politique de l'Empire romain ; il est consul ordinaire en 22 av. J.-C.

## Biographie
Arruntius est issue d'une riche famille Volque de la cité d'Atina. Son père est proscrit et tué en 43 av. J.-C. lors du second triumvirat, il parvient néanmoins à s'évader en armant ses clients et ses esclaves puis en se frayant un chemin vers la côte italienne, d'où il est parti pour joindre ses forces à Sextus Pompée.
À un moment donné après le pacte de Misène  en 39 av. J.-C., Arruntius est l'un des nombreux pompéiens qui ont changé de camp pour supporter Octave.
Il a un rôle notable dans la bataille d'Actium, ou il commande victorieusement une des divisions navales d'Octave. Il a fortement contribué à convaincre Octave de pardonner Caius Sosius, l'un des généraux de Marc Antoine, après sa capture. Martha Hoffman Lewis inclus Arruntius parmi les personnes élevé au statut de patricien en -29.
Arruntius est consul en 22 av. J.-C. avec comme collègue Marcus Claudius Marcellus Aeserninus.
Il assiste en 17 av. J.-C. aux jeux séculaires, selon une inscription il est quindecimviri sacri faciumdis,. Selon Sterm, il apparaît sur l'Ara Pacis dans le collège des quindecimviri sacri faciumdis.

## Famille
Il a un fils, Lucius Arruntius, consul en 6.
Il a comme probable parents Arruntius Aquila, gouverneur de Galatie en 6 av. J.-C.